# Жольт Дурко
Жольт Ду́рко (угор. Durkó Zsolt; 10 квітня 1934, Сеґед — 2 квітня 1997, Будапешт) — угорський композитор. 

## Біографія
Навчався в Музичній академії Ференца Ліста у Ференца Фаркаша і Гоффредо Петрассі. У своїх творах з'єднував елементи вербункошу з інтонаціями народних плачів, поєднуючи їх з сонористикою і алеаторикою. Писав музику до фільмів. 

## Твори
- Кантата для оркестру «Епізоди на тему BACH» / Episodi sul tema B-A-C-H (1963)
- «Угорська рапсодія» для 2 кларнетів і оркестру / Una rapsodia ungherese (Magyar rapszódia) (1964)
- «Альтаміра» для камерного хору та оркестру / Altamira (1968)
- Ораторія «Надгробна мова» / Halotti beszéd (1972)
- Опера «Мойсей» / Mózes (1977, Будапешт)
- Концерт для фортепіано з оркестром (1981)
- Кантата «Орнаменти» / Ornamenti № 1 (1984)
- Кантата «Орнаменти» / Ornamenti №у з наголосом 2 (1985)
- 2 струнних квартети

## Нагороди

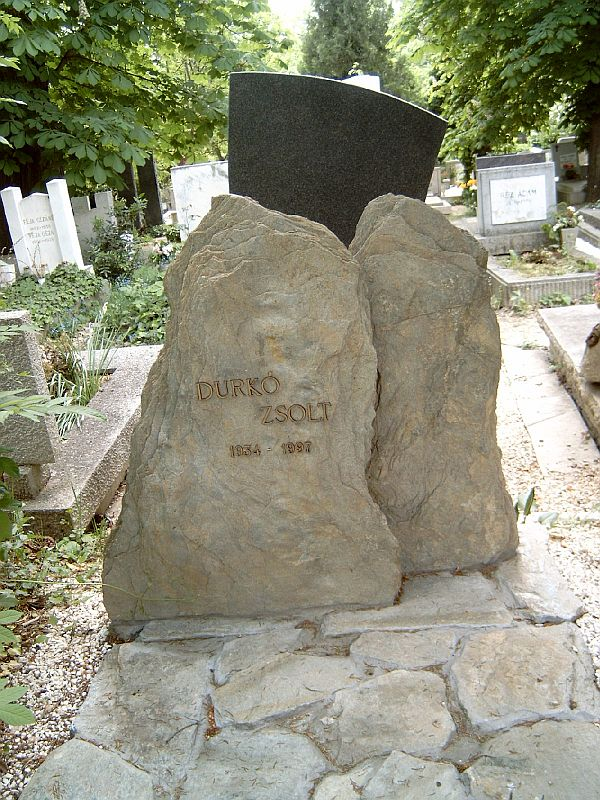
Могила Жольта Дурко на цвинтарі Фаркашреті в Будапешті

- 1968 — Премія імені Ференца Еркеля
- 1975 — Премія імені Ференца Еркеля
- 1975 — 1-ша премія на Міжнародній трибуні композиторів ЮНЕСКО (Tribune Int. Des Compositeurs, Париж)
- 1978 — Премія імені Кошута
- 1983 — Заслужений артист Угорської НР
- 1985 — Премія імені Бели Бартока і Діти Пасторі
- 1997 — Премія імені Бели Бартока і Діти Пасторі